# Fred Bernard
Fred Bernard, né le 1er septembre 1969 à Beaune (Côte-d'Or), est un auteur de bande dessinée, auteur et illustrateur français de livres jeunesse.

## Biographie
Sa famille, originaire d'Italie, est installée en Bourgogne depuis deux générations, et il passe toute sa jeunesse dans le village de Savigny-lès-Beaune, auquel il reste très attaché (le village est le décor de plusieurs scènes de la bande dessinée Jeanne Picquigny). En 1987, plutôt que de rejoindre l'entreprise de maçonnerie familiale, il part à Lyon pour étudier à l'École Émile-Cohl. Il y rencontre François Roca en 1990,, avec lequel il se lie d'amitié. Depuis 1996, ils co-réalisent de nombreux albums illustrés pour enfants, qui séduisent autant le public que la critique (prix Sorcière 1997, prix Goncourt jeunesse en 1996 et 2001, prix Baobab 2001, prix Chrétien de Troyes en 2003, etc).
En 1989, avec des amis des Beaux-Arts, il prend contact avec Nino Ferrer à travers un échange de lettres. Invité par le chanteur, il se rend à sa propriété de la Taillade.Les deux hommes, que 35 ans séparent, se lient d'amitié et Fred Bernard demeure régulièrement à La Taillade. Il illustre la première intégrale posthume de l'artiste, publiée en 2004,  par une bande-dessinée en noir et blanc de 50 pages qui résume la vie de cet artiste utopiste. Fred Bernard évoque par la bande dessinée cette rencontre déterminante pour lui dans la revue Portraits en 2014 puis dans Nos Héritages en 2025. Dans La Tendresse des crocodiles, Fred Bernard fait aussi apparaitre Nino Ferrer en chasseur de papillons en Afrique, nommé Nino.
En 2003, il publie sa première bande dessinée, La Tendresse des crocodiles, qu'il a réalisée seul. Il s'affirme comme un auteur singulier dans le paysage de la bande dessinée contemporaine. Son œuvre s'ancre dans la tradition du récit de voyage ou d'aventure, un genre littéraire qu'il a découvert à l'adolescence par ses lectures de Jack London, Herman Melville, Ernest Hemingway, Jules Verne ou Hugo Pratt.
En 2009 paraît Himalaya Vaudou, chez Drugstore, avec Jean-Marc Rochette,,.
En 2018 sont publiées deux bandes dessinées sur des dessins de Benjamin Flao : Essence,, et Le Secret de Zara,,.

## Œuvres

### Essai
- Carnet d’un voyageur immobile dans un petit jardin, Albin Michel, 2020.
- Carnet d'un jardinier amoureux du vivant, Albin Michel, 2023

### Livres jeunesse
Texte de Fred Bernard, illustrations de François Roca
- La Reine des fourmis a disparu, Albin Michel, 1996.
- Le Secret des nuages, Albin Michel, 1997.
- Le Jardin de Max et Gardenia, Albin Michel, 1998.
- Le Train Jaune[19], Seuil, 1998.
- Monsieur Cloud nuagiste, Le Seuil, 1999.
- Cosmos, Albin Michel, 1999.
- Ushi, Albin Michel, 2000.
- Jeanne et le Mokélé[2], Albin Michel, 2001.
- Jésus Betz[20], Seuil, 2001.
- La Comédie des Ogres, Albin Michel,2003.
- L'Homme-Bonsaï[2], Albin Michel, 2003.
- L'Indien de la tour Eiffel[21], Seuil, 2004.
- Cheval Vêtu, Albin Michel, 2005.
- Uma, la petite déesse[22],[23], Albin Michel, 2006.
- Rex et moi, Albin Michel, 2007.
- Soleil noir[24],[25], Albin Michel, 2008.
- Le Pompier de Lilliputia[26], Albin Michel, 2009.
- Anouketh, Albin Michel, 2011.
- La Fille du Samouraï, Albin Michel, 2012.
- Rose et l'automate de l'opéra, Albin Michel, 2013
- Anya et Tigre blanc, Albin Michel Jeunesse, 2015
- Le fantôme du Cirque d'hiver : raconté par Spirit & Dino, Albin Michel jeunesse, 2016
- La malédiction de l'anneau d'or[27],[28],[29], Albin Michel jeunesse, 2017
- King Kong[30], Albin Michel Jeunesse, 2020  (ISBN 9782226451538)
- Solveig : une Viking chez les Iroquois[31], Albin Michel Jeunesse, 2022  (ISBN 9782226474216)

#### SérieLe petit voleur d'ombre

##### Texte deMarc Levy, illustrations de Fred Bernard
Cette série de romans jeunesse est inspirée du livre Le Voleur d'ombres de Marc Levy. 
1. Le petit voleur d'ombres, Éditions Robert Laffont, 2019
2. Perdu dans la forêt, Éditions Robert Laffont, 2019
3. Le terrible incident, Éditions Robert Laffont, 2020
4. Les secrets du grenier, Éditions Robert Laffont, 2020
5. Les grandes vacances, Éditions Robert Laffont, 2020
6. La nuit du grand orage, Éditions Robert Laffont, 2022
7. L’homme aux cerfs-volants, Éditions Robert Laffont, 2024
8. Le Mystère de la bibliothèque, Éditions Robert Laffont, 2024

##### Autres
- Mon ami crocodile[2],[9] (texte et illustration), Albin Michel, 1996.
- Wharf le pirate, La licorne vengeresse (illustration), avec Philippe-Henry Turin (texte), Seuil, 1996.
- L'Arche de Nino (illustration), avec Nino Ferrer (texte), Seuil, 2000. Livre-disque.
- Le Petit Inconnu au ballon (illustration), avec Jean-Baptiste Cabaud (texte), Éditions Le Baron Perché, 2007
- Les Vacances d'Eliot et Héloïse et autres histoires (texte), Gilles Eduar (illustration), Albin Michel Jeunesse, 2010
- L'Histoire vraie de Kiki la tortue géante (texte), Julie Faulques (illustration), Nathan / Muséum d'histoire naturelle, 2013
- L'Histoire vraie de Ralfone l'orang-outan (texte), Julie Faulques (illustration), Nathan / Muséum d'histoire naturelle, 2013
- On nous a coupé les ailes[33] (texte), Emile Bravo (illustration), Albin Michel, 2014
- L'Histoire vraie de Pamir le cheval de Przewal Ski (texte), Julie Faulques (illustration), Nathan / Muséum d'histoire naturelle, 2014
- L'Histoire vraie de Yen Yen le panda géant (texte), Julie Faulques (illustration), Nathan / Muséum d'histoire naturelle, 2014
- Monsieur Moisange (texte), Gwendal Le Bec (illustration), Albin Michel, 2015
- L'Histoire vraie de Siam l'éléphant (texte), Julie Faulques (illustration), Nathan / Muséum d'histoire naturelle, 2015
- Le Grand match (texte), Jean-François Martin (illustration), Albin Michel Jeunesse, 2015
- Les neuf vies extraordinaires de la princesse Gaya, textes de Annie Agopian, Fred Bernard, Anne Cortey et al., illustrations de Régis Lejonc, Little urban, 2023

### Livres illustrés
- Au bout, Parakou[2], (texte et dessin), Seuil, 2003. Carnet de voyage.
- Les Oiseaux voyageurs : Carnet de route (illustration), avec Stéphane Durand (texte), Seuil, 2003.
- Paris couche-toi là !, texte de Camille Emmanuelle, Parigramme, 2014.

- Surf, (texte), avec The Minimalist Wave (illustration), préface de Kelly Slater, Albin Michel, 2023.

### Bandes dessinées
Série « Une aventure de Jeanne Picquigny »
Cette série de romans graphiques est le prolongement, sous une autre forme, de l'album Jeanne et le Mokélé (textes de Fred Bernard, illustrations de François Roca), publié en 2001 chez Albin Michel jeunesse.
- La Tendresse des crocodiles : Une aventure de Jeanne Picquigny[9], Seuil, 2003[34].
- L'Ivresse du poulpe : Une aventure de Jeanne Picquigny, Le Seuil, 2004.
  - Réédition en un seul volume de ces deux premiers ouvrages, Casterman, coll. « Écritures », 2012.
- Lily Love Peacok : Une aventure de Jeanne Picquigny, Casterman, coll. « Écritures », 2006. 
 Ce volume, dont l'héroïne est la fille d'Ernest Love Peacock et la petite-fille d'Eugene Love Peacock et Jeanne Picquigny, fait partie de la série, même si le personnage de Jeanne Picquigny est à l'arrière-plan.
- La Patience du tigre : Une aventure de Jeanne Picquigny, Casterman, coll. « Écritures », 2012.
- La Paresse du panda : Une aventure de Jeanne Picquigny[35], Casterman, janvier 2016.

Autres œuvres
- Little Odyssée, KSTЯ, 2008.
- Himalaya Vaudou[10],[11],[12] (scénario), avec Jean-Marc Rochette (dessin), Drugstore, 2009.
- L'Homme bonsaï, Delcourt, 2009.
- Cléo : une jeune femme prétendument ordinaire[36], Nil, 2010.
- Ursula, vers l'amour et au-delà, Delcourt, 2011.
- Chroniques de la vigne, Glénat, 2013
- Safari intime, La Paperie / La Bulle - Médiathèque de Mazé, 2014
- Nungesser (scénario), avec Aseyn (dessin), Casterman, 2015
- Lady Sir - Journal d'une aventure musicale, Glénat, 2017
- Gold Star Mothers, scénario de Catherine Grive, Delcourt, 2017
- Essence[13],[14],[15], dessin de Benjamin Flao, Futuropolis, 2018
- Le Secret de Zara[16],[17],[18], dessin de Benjamin Flao, Delcourt, 2018
- Idiss[37], scénario  Richard Malka, dessin et couleurs Fred Bernard ; d'après le livre de Robert Badinter, Rue de Sèvres,  2021  (ISBN 9782810208104)
- La Vie secrète des arbres[38](scénario), dessin et couleurs de Benjamin Flao; d'après le livre de Peter Wohlleben, Les Arènes, 2023
- Nos Héritages[39] (scénario et dessin), Casterman, 2025

## Quelques prix et distinctions
- Prix Sorcières 1997, catégorie Album, pour La Reine des fourmis a disparu, avec François Roca
- Prix Baobab 2001[40] pour Jésus Betz, avec François Roca.
- Prix Chrétien de Troyes 2003[41] pour La Comédie des Ogres, avec François Roca
- Prix des Incorruptibles 2011[42] pour Le pompier de Lilliputia, avec François Roca
- Prix Nénuphar de l'album jeunesse 2015[43] pour Le pompier de Lilliputia, avec François Roca
- Coup de cœur Jeune Public automne 2018 de l'Académie Charles-Cros pour La princesse qui rêvait d’être une petite fille[44].

### Décoration
- Nommé le 23 mars 2017 au grade de chevalier de l'ordre des Arts et des Lettres[45] (en même temps que François Roca)